# Carlos Ferrater
Carlos Ferrater i Lambarri (Barcellona, 22 novembre 1944) è un architetto spagnolo.
Dal 2006 lavora con il suo studio Office of Architecture in Barcelona (OAB), fondato con Xavier Martí, Lucía Ferrater e Borja Ferrater.

## Biografia
Si laurea in architettura presso la Escuela de Arquitectura de Barcelona nel 1971. È membro della Real Academia de Bellas Artes de Sant Jordi. 
Professore di progettazione architettonica presso l'Universidad Politécnica de Cataluña e direttore dei corsi di Architettura all'Universidad Internacional Menéndez Pelayo di Santander, nonché membro del Consiglio della Scuola di Architettura dell'Università Ramon Llull.
Tra i più noti architetti europei, ottiene la fama a livello europeo d internazionale progettando l'Hotel Villa Olimpica e il Villaggio Olimpico della Valle Hebrón a Barcellona in occasione delle Olimpiadi del 1992.

## Opere principali
- Hotel Villa Olímpica, Barcellona
- Villaggio Olimpico della Valle Hebrón, Barcellona
- Hotel Rey Juan Carlos I, Barcellona
- Edificio IMPIVA, Castellón
- Palacio de Congresos de Cataluña
- Giardino botanico di Barcellona
- Auditorium e palazzo dei congressi di Castellón
- Stazione di Saragozza-Delicias (con Félix Arranz e José María Valero)
- Giardini vicino a la Qubba, Granada
- Parco della Scienza, Granada
- Chiesa evangelica, Barcelona
- Torre Aquileia, Jesolo[1]